# Тарбелл, Киавентио
Киавенти́о Та́рбелл (англ. Kiawenti:io Tarbell; род. 28 апреля 2006, Аквесасне), более известная под мононимом Киавенти́о (англ. Kiawentiio, /ˌɡjɑːwənˈdiːjoʊ/), — канадская актриса и певица. Известна ролями Каквет в телесериале «Энн» (2019) и Катары в телесериале «Аватар: Легенда об Аанге» (с 2024 года).

## Ранняя жизнь
Киавентио родилась в семье народа мохоков на территории Аквесасне, находящейся на берегу реки Святого Лаврентия по обе стороны границы Канады и США. На территории США территория также известна как Сент-Реджис.
Её личное имя означает на могаукском языке «хорошее утро». Выросла на острове Корнуолл и училась в Школе свободы Аквесасне и в Корнуолльской университетской и профессиональной школе. Живёт в Оттаве, Монреале и Нью-Йорке, имеет двойное гражданство Канады и США.

## Карьера
Первой ролью Киавентио стала Каквет в 3-м сезоне телесериала «Энн» (2019). Киавентио была одной из 200 коренных канадских актрис, которые пробовались на эту роль. Для неё актрисе пришлось выучить язык микмак и изучить историю и культуру народа микмаков. В 2020 году сыграла главную роль в фильме «Бинс», 12-летнюю девочку-мохок, живущую в Канаваке в 1990 году, во время Окского кризиса.
Киавентио появилась во второстепенной роли Майи Томас в ситкоме Peacock «Резерфорд-Фоллз» (2021). В 2021 году была выбрана на роль Катары в телесериале Netflix «Аватар: Легенда об Аанге» (с 2024 года), адаптации одноимённого мультсериала.

## Фильмография
| Год          |     | Русское название         | Оригинальное название      | Роль                                                             |
| ------------ | --- | ------------------------ | -------------------------- | ---------------------------------------------------------------- |
| 2019         | с   | Энн                      | Anne with an E             | Каквет (5 серий)                                                 |
| 2020         | ф   | Бинс                     | Beans                      | Бинс / Текехентахкхва                                            |
| 2021         | с   | Резерфорд-Фоллз          | Rutherford Falls           | Майя Томас (2 серии)                                             |
| 2022         | кор |                          | N'xaxaitkw                 | Заря                                                             |
| 2023         | мс  | Что, если…?              | What If...?                | Уахта (озвучивание, серия «Что, если… Каххори изменила бы мир?») |
| 2024 — н. в. | с   | Аватар: Легенда об Аанге | Avatar: The Last Airbender | Катара                                                           |

## Дискография

### Альбомы
| Название     | Детали                  |
| ------------ | ----------------------- |
| «In My Head» | Вышел 5 марта 2021 года |

### Синглы
- «Light at the End» (2020) из фильма «Бинс»[12]
- «This Moment» (2021), часть альбома «In My Head»[12]
- «Saying Goodnight» (feat. Rasentonkwa Tarbell, 2021), часть альбома «In My Head»[12]
- «Unfamiliar» (2021), часть альбома «In My Head»[12]
- «In What World» (2021), часть альбома «In My Head»[12]

## Награды
| Год  | Награда                       | Категория                 | Работа | Результат |
| ---- | ----------------------------- | ------------------------- | ------ | --------- |
| 2019 | Vancouver Film Critics Circle | Актёр, достойный внимания | «Бинс» | Победа    |